# Bourg-l'Évêque
 Bourg-l'Évêque  es una comuna y población de Francia, en la región de Países del Loira, departamento de Maine y Loira, en el distrito de Segré y cantón de Pouancé.
Su población en el censo de 1999 era de 214 habitantes.
Está integrada en la Communauté de communes de Pouancé-Combrée.

## Demografía
| 353 | 319 | 255 | 207 | 198 | 214 |
| Para los censos de 1962 a 1999 la población legal corresponde a la población sin duplicidades (Fuente: INSEE [Consultar]) |     |     |     |     |     |